# Sylvisorex lunaris
Sylvisorex lunaris es una especie de musaraña de la familia Soricidae.

## Distribución geográfica
Se encuentra en Burundi, Ruanda y Uganda.

## Hábitat
Su hábitat natural son: montañas húmedas subtropicales o tropicales.